# مولي سيدل
مولي سيدل (بالإنجليزية: Molly Seidel)‏ هي منافسة ألعاب القوى أمريكية، ولدت في 12 يوليو 1994 في بروكفيلد في الولايات المتحدة.

## وصلات خارجية
- مولي سيدل على موقع الاتحاد الدولي لألعاب القوى (الإنجليزية)
- مولي سيدل على موقع الاتحاد الأمريكي لسباقات المضمار والميدان (الإنجليزية)
- مولي سيدل على موقع TFRRS.org (الإنجليزية)
- مولي سيدل على موقع اللجنة الأولمبية الدولية (الإنجليزية)
- مولي سيدل على موقع أوليمبيديا (الإنجليزية)
- مولي سيدل على موقع اللجنة الأولمبية والبارالمبية الأمريكية (الإنجليزية)